# Trawno (jezioro)
Trawno (niem. Vord Rasen See) –  jezioro  na Równinie Torzymskiej, w gminie Torzym, leżące około 1,5 km od południowych granic Torzymia.
Jezioro silnie zeutrofizowane, w przeszłości połączone z jeziorem Trawienko.